# 纤细土圞儿
纤细土圞儿（学名：Apios gracillima）为豆科土圞儿属下的一个种。

## 扩展阅读
- 維基物種上的相關：纤细土圞儿